# Haugstein
Der Haugstein ist mit 895 m ü. A. der höchste Berg des Sauwaldes im oberösterreichischen Bezirk Schärding (Innviertel).

## Lage und Landschaft
Der bewaldete und mit einzelnen Granitblöcken versehene Höhenrücken befindet sich in der Nähe von Engelhartszell an der Donau und ist nach Angaben des Österreichischen Alpenvereins der höchste Berg des Innviertels.
Am Fuße des Berges befinden sich die Burg Vichtenstein sowie die Gemeinde Vichtenstein.
Geologisch gehört das Mittelgebirge zum österreichischen Teil der Böhmischen Masse, dem Granit- und Gneisplateau.

## Erschließung
Auf dem Doppelgipfel befinden sich ein gemauerter Trigonometrischer Punkt sowie ein Gipfelkreuz.
Touristisch erschlossen ist der Berg durch Langlaufloipen.
Der bis zum Winter 2010/2011 in Betrieb befindliche Skilift wurde mittlerweile abgebaut.
Unweit des Gipfels liegt die hölzerne Jägerbildkapelle, in deren Inneren sich ein Buchenholzstrunk befindet. Nach einer Legende soll ein im Dienste der Passauer Bischöfe stehender Förster im Jahre 1697 von Wilderern an der Buche kopfüber gefesselt und von einem weißen Hirsch befreit worden sein. Seither gilt die Kapelle als Gedenkstätte der Jägerschaft des Bezirkes Schärding.

### Windenergie-Vorrangzone Sauwald
Mit dem Windmasterplan Oberösterreich wurde 2011 der Berg als Vorrangzonenstandortraum Sauwald ausgewiesen. Hier erscheint ein Ausbau der Windenergie wirtschaftlich, ökologisch wie auch landschaftsschützerisch vertretbar.
Die Zone umfasst das Gebiet südlich des Gipfels, auf etwa 2 Kilometer Ausdehnung in den Gemeindegebieten Engelhartszell und Vichtenstein.

### Sendeturm
Auf dem Haugstein befindet sich ein 64 Meter hoher, als freistehender Stahlfachwerkturm ausgeführter Sendeturm.